# Paisaje protegido Pedernal
El paisaje protegido Pedernal está ubicado en la localidad homónima, en el departamento Sarmiento, en la provincia de San Juan, Argentina.

La protección fue establecida mediante la ley provincial n.º 7028 del año 2000, con el objeto de resguardar las especies naturales terrestres y lacustres y las condiciones naturales de la zona.

## Características generales
La región muestra un paisaje poco frecuente en la geografía sanjuanina, caracterizado por la abundante y variada vegetación. La mayor parte del área protegida corresponde a la ecorregión del monte.
Abarca un área de 17 700 ha. aproximadamente en la posición 31°59′16″S 68°44′33″O / -31.98778, -68.74250, en el centro sur de la provincia, en las estribaciones surorientales de la precordillera.
El clima es moderado, sin temperaturas extremas en ninguna estación y precipitaciones anuales escasas que oscilan entre los 100 y los 370 mm. como promedio. La altura varía entre los 850 y los 2500 m s. n. m.
El poblamiento de la zona es antiguo y se remonta a la ocupación huarpe en época prehispánica, hacia el siglo XIII de nuestra era. Hacia el siglo XVI, la ocupación española introdujo la ganadería y diversos cultivos.
Actualmente, la actividad de la zona incluye la vitivinicultura, el cultivo de nogales, la minería y el incipiente desarrollo de servicios turísticos.

## Flora
La cubierta vegetal está caracterizada por la presencia de jarillas hembra o de río (Larrea divaricata) y macho o chata (Larrea cuneifolia), que a medida que se incrementa la altitud ceden el espacio a extensiones de pajabrava (Stipa ichu) y penachos (Nassella tenuissima). En las zonas cercanas a cauces de agua existen bosquecillos de algarrobo (Prosopis).
Un estudio publicado en el año 2011 informó acerca de 345 especies halladas en la zona, entre ellas la chilca (Baccharis salicifolia), el olivillo (Hyalis argentea) y la sombra de toro (Chuquiraga erinacea), a los que se suman algunos bosquecillos aislados de yáquil (Colletia spinosissima) y piquillín (Condalia microphylla).

## Fauna
La fauna de la zona incluye zorros grises (Lycalopex gymnocercus) y colorados (Lycalopex culpaeus), chinchillones (Lagidium viscacia) y liebres (Dolichotis salinicola).
Existen registros de la observación de varias especies de aves, entre ellas el pitajo canela (Ochthoeca oenanthoides), el milano blanco (Elanus leucurus), el batitú (Bartramia longicauda) y el pitiayumí (Setophaga pitiayumi).